# Family Portraits, une trilogie américaine
Family Portraits, une trilogie américaine (Family Portraits: A Trilogy of America) est un film américain réalisé par Douglas Buck, sorti en 2004.

## Fiche technique
- Titre : Family Portraits, une trilogie américaine
- Titre original : Family Portraits: A Trilogy of America
- Réalisation : Douglas Buck
- Scénario : Douglas Buck
- Production : Douglas Buck et Rita Romagnino
- Société de production : Voice in the Head Productions
- Budget : 200 000 dollars (146 800 euros)
- Musique : Edward Dzubak et David Kristian
- Photographie : Nicola Saraval
- Montage : Douglas Buck
- Pays d'origine : États-Unis
- Format : Couleurs - 1,66:1 - Dolby Surround - 35 mm
- Genre : Drame, gore
- Durée : 104 minutes
- Dates de sortie : 2004 (États-Unis), 4 octobre 2006 (France)

## Distribution
- Nica Ray : Sarah, l'épouse auto-mutilatrice
- Gary Betsworth : Patrick, le mari de Sarah
- Sally Conway : Billy, la fille en fauteuil roulant
- William Mahoney : Benjamin, l'homme aux cheveux blancs
- Larry Fessenden : Jimmy Doyle
- David Thornton : Walker
- Ray Bland : le père de famille
- Alex Splendore : le policier
- Anderson William : Jeff